# Johan Sverdrup-veld
Het Johan Sverdrup-veld ligt op het Noorse deel van het continenteel plat in de Noordzee. Het ligt op ongeveer 140 kilometer ten westen van Stavanger. Het is een van de grootste olievondsten in de Noordzee. Eenmaal in productie zal dit veld alleen al een kwart van de totale Noorse olieproductie vertegenwoordigen. De productie is gestart op 5 oktober 2019 met zo’n 350.000 vaten olie-equivalent per dag met de mogelijkheid deze verder te verhogen.

## Ontdekking
Het veld ligt in twee verschillende productie-licenties. Het bestaat uit twee verschillende ontdekkingen, Avaldsnes waarvoor Lundin Petroleum de operator is en Aldous Major South met Statoil als operator. Later bleek dat de twee ontdekkingen met elkaar in verbinding stonden en er in feite sprake was van één veld. Dit veld kreeg de nieuwe naam Johan Sverdrup. Johan Sverdrup (1816-1892) was een Noors politicus en premier. In het veld zitten reserves van zo’n 2 tot 3 miljard vaten olie-equivalent.
Het veld valt onder drie winningsvergunningen 501, 502 en 265. De belanghebbenden in deze vergunningen zijn, met de aandelen tussen haakjes:
- PL501: Lundin Norway (40%, operator), Statoil Petroleum (40%) en Maersk Oil Norway (20%).
- PL265: Statoil Petroleum (40%, operator), Petoro (30%), Det norske oljeselskap (20%) en Lundin Norway (10%).
- PL502: Statoil Petroleum (44,44%, operator), Det norske oljeselskap (22,22%) en Petoro (33,33%)

In 2018 werd de naam Statoil gewijzigd in Equinor.

## Ontwikkeling
Om alle belangen op een lijn te krijgen werd in maart 2012 een overeenkomst gesloten tussen alle belanghebbenden. Statoil werd benoemd als operator voor het geheel. Na de bouw van de infrastructuur kwam het veld in 2019 in productie. In het meest optimistische scenario kan het veld 500.000 vaten olie-equivalent per dag gaan produceren en wordt hiermee het grootste olieproducerende veld in de Noordzee.
Voor de eerste fase zullen vier platforms in zee worden geplaatst. Elk platform krijgt een eigen functie en ze worden verbonden met loopbruggen. Er komt in ieder geval een productie- en een boorplatform en een speciale eenheid voor de bemanning met 450 cabines. In maart 2019 heeft Pioneering Spirit van Allseas twee topsides gelift en geïnstalleerd. De topside voor het processingplatform (P1) is 139 meter lang en 72 meter hoog. Met een gewicht van 26.000 ton was het de zwaarste lift ooit gedaan in de offshore. De andere topside (LQ) met accommodatie voor de bemanning is 105 meter lang en 65 meter hoog.
Er worden 40 tot 50 boorputten geslagen en voor de afvoer van de olie zal een pijplijn worden aangelegd naar de Mongstad raffinaderij. De pijplijn krijgt een diameter van 36 inch en een lengte van 274 kilometer. Verder komt er een gaspijplijn van 165 kilometer lang. Door de 18 inch dikke leidingen wordt het gas afgevoerd naar de Kårstø gas terminal. Al deze werkzaamheden vergen een investering van NOK 100–120 miljard en de productie zal uitkomen tussen de 315.000 en 380.000 vaten olie-equivalent vanaf 2019. De reserves zijn voldoende groot om het veld tot na 2050 in productie te houden.

## Productie
Bij aanvang zijn de winbare oliereserves getaxeerd op 389,4 miljoen Sm³. Er zit nog een beperkte hoeveelheid gas in het veld, maar dit is niet meer dan 5% van de totale reserves. De productie is op 5 oktober 2019 van start gegaan. Naast olie worden ook kleine hoeveelheden gas gewonnen.
| Jaar | Olie  |
| ---- | ----- |
| 2019 | 3,72  |
| 2020 | 24,27 |
| 2021 | 29,64 |
| 2022 | 29,21 |
| 2023 | 41,29 |
| 2024 | 41,56 |